# Clarkton
Pour les articles homonymes, voir Clarkton (homonymie).
 (février 2019).
Clarkton est une ville américaine située dans le comté de Bladen dans l'État de Caroline du Nord. En 2010, sa population était de 837 habitants.

## Démographie
| 1910 | 1920 | 1930 | 1940 | 1950 | 1960 |
| ---- | ---- | ---- | ---- | ---- | ---- |
| 276  | 368  | 458  | 484  | 589  | 662  |

| 1970 | 1980 | 1990 | 2000 | 2010 | - |
| ---- | ---- | ---- | ---- | ---- | - |
| 662  | 664  | 739  | 705  | 837  | - |

### Source de la traduction
- (en) Cet article est partiellement ou en totalité issu de l’article de Wikipédia en anglais intitulé « Clarkton, North Carolina » (voir la liste des auteurs).